# Monika Szwaja
Monika Szwaja (12 de desembre de 1949―Szczecin, 22 de novembre de 2015) va ser una periodista, professora i escriptora polonesa. Filla d'Heleny Zakrzewskie i Teòfil Szwai. Va cursar els estudis en la Universitat Adam Mickiewicz de Poznań. Va treballar en el Centre de televisió de Szczecin com a professora de polonès i història. Se li va concedir el títol d'ambaixadora de Szczecin el 2004. Va ser mare de Lawrence Szwaja. Va morir el 22 de desembre de 2015 als 65 anys.